# Vyznamenání za zásluhy a statečnost pro příslušníky východních národů
Vyznamenání za zásluhy a statečnost pro příslušníky východních národů (německy Tapferkeits und Verdienstauszeichnung für Angehörige der Ostvölker, česky též Medaile východních národů) bylo německé vojenské vyznamenání udělované za druhé světové války pro příslušníky východních národů, tj. z okupovaných částí východních zemí zejména Sovětského svazu založené 14. července 1942.

## Vznik

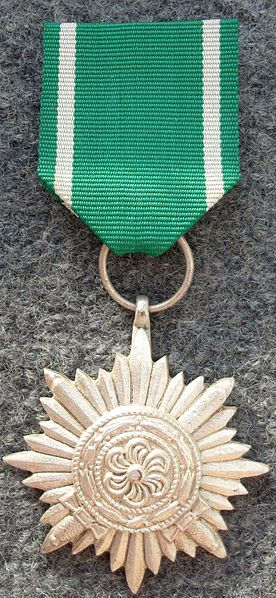
Vyznamenání za zásluhy a statečnost pro příslušníky východních národů II. třída ve stříbře

Útok Německa na SSSR 22. června 1941 umožnil německým silám kontrolovat území SSSR přibližně se třetinou obyvatelstva. Na územích okupovaných nacistickým Německem a jeho spojenci bylo asi 70 milionů sovětských občanů. V jednotkách Wehrmachtu od roku 1941 do roku 1945 sloužilo až 1,5 milionu občanů SSSR. Pro tyto vojáky byl dekretem Adolfa Hitlera ze 14. července 1942 zavedeno vyznamenání za zásluhy a statečnost. Právo udělovat vyznamenání měl říšský ministr východních okupovaných území Alfred Rosenberg a generální inspektor východních vojsk wehrmachtu. Důvodem vzniku vyznamenání bylo také, že tradiční německá vyznamenání nebyla určena pro neněmecké národnosti.  
Autorem vyznamenání byl německý grafik a umělec Elmar Lang, ale nápad je dílem Dr. Heinricha Döhle, podtajemník úřadu říšského kancléře. Návrh byl doveden do finální podoby podle přání Adolfa Hitlera.
Vojáci z východních národů byli zejména:
- turkestánské jednotky,
- kozácké jednotky,
- východní legie,
- dobrovolníci v německých útvarech (zejména tzv. hiwi),
- od května 1943 byli do seznamu zahrnuti také příslušníci Schutzmannschaftu, policie a bezpečnostních útvarů.

Toto vyznamenání mohly také obdržet osoby z řad německého velitelského personálu ve východních formacích, obvykle příslušníci německé menšiny. Předpokladem pro získání odznaku II. třídy ve stříbře s meči byl již udělený Železný kříž II. třídy a u odznaku I. třídy ve stříbře s meči šlo o již udělený Železný kříž I. třídy. Od 14. února 1944 mohly být odznaky bez mečů různých tříd ve stříbře udělovány německým vojákům, kteří sloužili ve východních formacích a byli nositeli Válečného záslužného kříže.
Pro udělení vyšších stupňů a tříd vyznamenání bylo nutné mít dříve získané nižší stupně. Výjimky z tohoto pravidla byly činěny pouze v případě zvláštních zásluh. Zároveň bylo povoleno opakované udělování vyznamenání II. třídy stejného stupně. Příkladem opakovaného udělení je Ivan Nikitič Kononov, který obdržel:
- II. třídu s meči bronzovou dvakrát,
- II. třídu s meči stříbrnou jednou,
- II. třídu s meči zlatou dvakrát,
- I. třídu s meči ve stříbře jednou.

Vyznamenání nebylo určeno jen pro vojáky, ale i pro civilní osoby.  V prosinci 1943 dostalo 17 žitomyrských dělníků včetně jedné ženy bronzové hvězdy za záchranu cenného majetku před bolševiky.

## Nošení a rozměry

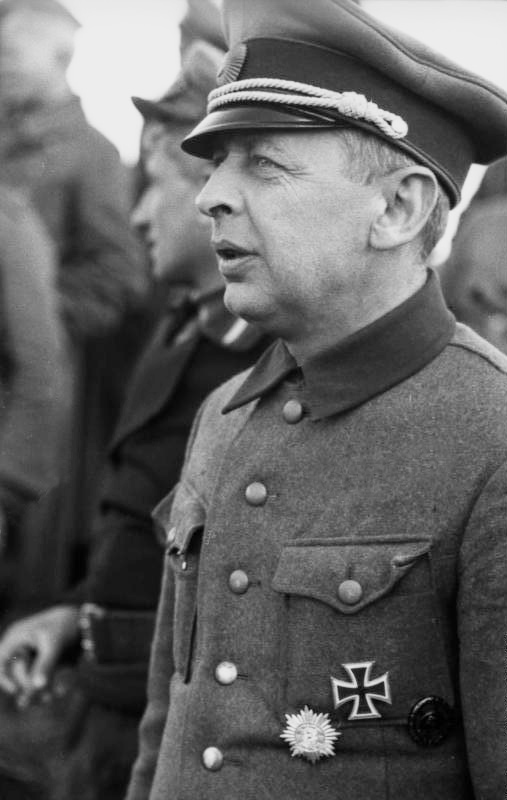
Bronislaw Kaminski s vyznamenáním.

Medaile I. třídy má průměr 48 mm, II. třídy 40 mm. Šířka pásku pro medaili II. třídy je 32 mm. Odznaky I. třídy se připevňovaly k oděvu pomocí špendlíku na rubové straně odznaku. Odznak se nosil na levé straně hrudi pod Železným křížem I. třídy nebo Vojenským záslužným křížem I. třídy, viz obrázek.
Odznaky II. třídy se nosily na hrudi na stuze vlevo po dalších německých vyznamenáních:
- Vyznamenání II. třídy ve zlatě na světle zelené stuze s červenými pruhy na okrajích.
- Vyznamenání II. třídy ve stříbře na zelené stuze s bílými pruhy na okrajích.
- Vyznamenání II. třídy v bronzu na tmavě zelené stuze.

Protože část vojáků byla muslimského vyznání, nemohl návrh obsahovat svastiku, proto byl založen na tvaru hvězdy a využita zelená barva, která je tradiční barvou islámu.
Vlastní dekorace byla vyrobena z bronzu, později z válečných náhražek, s následným zlacením nebo postříbřením. Součástí byl i dekret potvrzující udělení vyznamenání. Vyznamenání bylo předáváno v papírovém sáčku s malou stužkou pro našití na stejnokroj. Štít zdobí vyobrazení květiny s šesti okvětními lístky, obklopené věncem z vavřínových listů. Rubová strana je převážně plochá, jádro rubu je vroubkované. 

## Stuhy
| Vyznamenání | I. stupeň (třída) | I. stupeň (třída) | II. stupeň (třída) | II. stupeň (třída) | II. stupeň (třída) |
| Vyznamenání | zlatý             | stříbrný          | zlatý              | stříbrný           | bronzový           |
| ----------- | ----------------- | ----------------- | ------------------ | ------------------ | ------------------ |
| s meči      |                   |                   |                    |                    |                    |
| bez mečů    |                   |                   |                    |                    |                    |

## Výběr z nositelů
- Blagověščenskij, Ivan Alexejevič
- Bukin, Michail Ivanovič
- Buňačenko, Sergej Kuzmič
- Byčkov, Semjon Trofimovič (nositel vyznamenání Hrdina SSSR)
- Dirlewanger, Oskar
- Iljinič, Michail Alexandrovič (Michail Oktan)
- Kaminski, Bronislav Vladislavovič
- Kononov, Ivan Nikitič
- Kušal, Franz Vincentovič
- Maglakelidze, Šalva
- Malcev, Viktor Ivanovič
- Smyslovskij, Boris Alexejevič
- Vlasov, Andrej Andrejevič

## Po válce
V roce 1957 přeživší držitelé vyznamenání jej mohli nosit v Západním Německu bez úprav, protože nezobrazovalo hákový kříž ani jiné symboly nacistického Německa.